# Stephen Van Rensselaer III

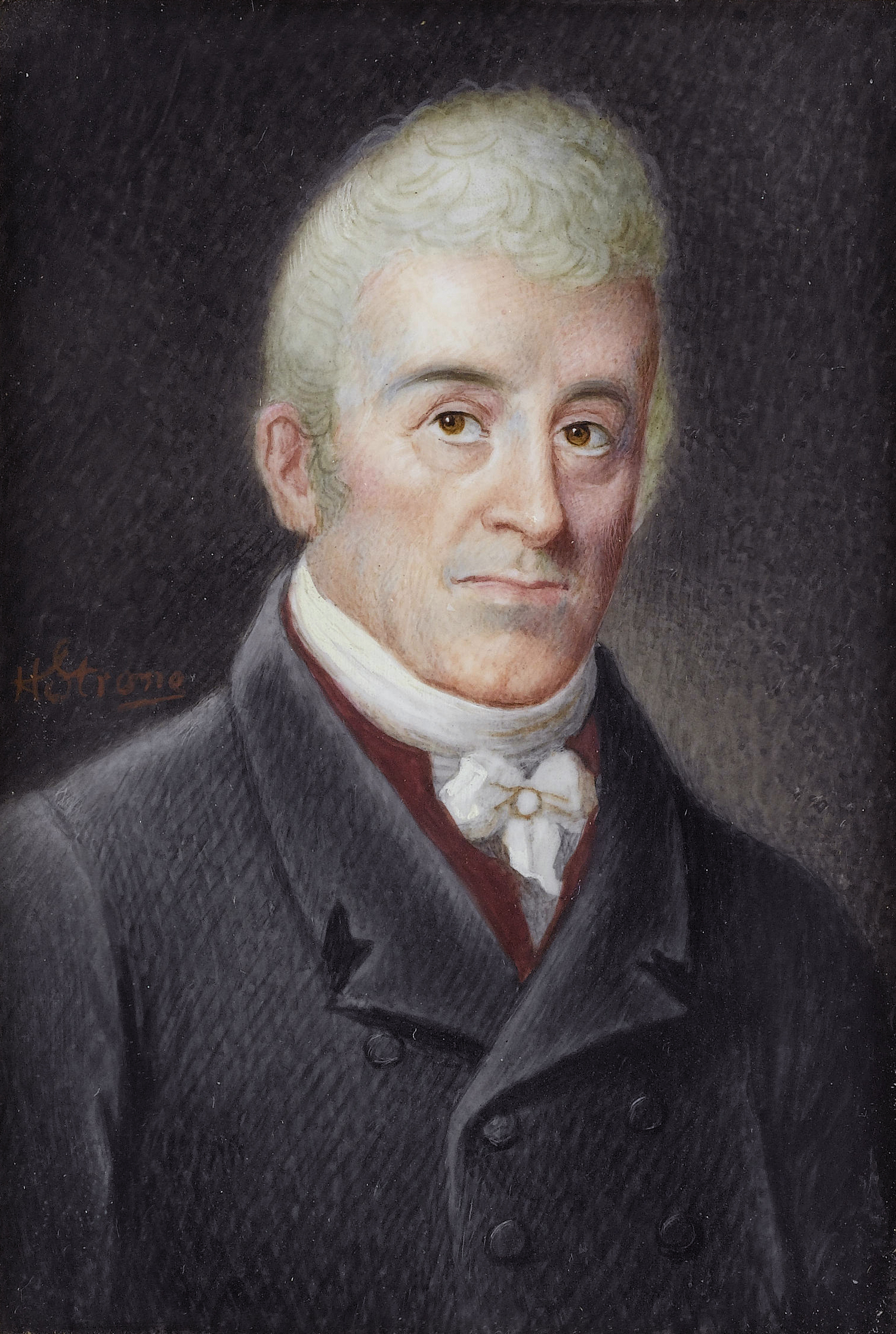
Stephen van Rensselaer III

Stephen van Rensselaer III (New York, 1 november 1764 – Albany, 26 januari 1839) was luitenant-gouverneur van de staat New York, staatsman, militair, grootgrondbezitter en filantroop. Hij was de tiende en laatste patroon van Rensselaerswijck, een uitgestrekt patroonschap opgericht in de 17e eeuw in het toenmalige Nieuw-Nederland.

## Geschiedenis
Van Rensselaer ging naar school in Albany (New York) en studeerde gedurende de Amerikaanse Revolutie in New Jersey en Kingston (New York). In 1782 studeerde hij af aan de Harvard-universiteit.
In 1789 werd hij gekozen tot lid van het lagerhuis van de staat New York en in 1791 tot lid van de New York State Senate.
In 1795 werd hij gekozen tot luitenant-gouverneur van de staat New York, en hij deed dienst in het Huis van Afgevaardigden van de Verenigde Staten van 1822 tot 1829.
Als luitenant-generaal van de New York State Militia leidde hij een mislukte invasie in Canada in de Oorlog van 1812.
Zijn langstdurende invloed was het stichten van de Rensselaer School in 1825, waaruit het huidige Rensselaer Polytechnic Institute voortkwam, een gerenommeerde technische universiteit.
Bij zijn dood was het grondbezit van Rensselaer ongeveer 10 miljoen dollar waard, wat overeenkomt met ongeveer 88 miljard in tegenwoordige dollars. Daarmee is hij een van de tien rijkste Amerikanen in de geschiedenis.
- Gemeinsame Normdatei: 1052493025
- International Standard Name Identifier: 0000 0000 6353 3956
- Library of Congress Control Number: n84040682
- Nederlandse Thesaurus van Auteursnamen: 333886100
- SNAC: w6571fqz
- Système universitaire de documentation: 223869406
- Trove: 1188726
- Biographical Directory of the United States Congress: V000056
- Virtual International Authority File: 58010526
- WorldCat: E39PBJtcCYCFFYcXJf6KjXdxXd